# Augustowo (powiat złotowski)
Augustowo (niem. Augustendorf) – wieś w Polsce położona w województwie wielkopolskim, w powiecie złotowskim, w gminie Krajenka.
W latach 1975–1998 miejscowość należała administracyjnie do województwa pilskiego.

## Nazwa
Dawna niemiecka nazwa miejscowości to Augustendorf.
12 lutego 1948 r. ustalono urzędową polską nazwę miejscowości – Augustowo, określając drugi przypadek jako Augustowa, a przymiotnik – augustowski.